# Kugruk River
Der Kugruk River ist ein etwa 131 km langer Zufluss der Tschuktschensee im Nordosten der Seward-Halbinsel in Alaska.

## Flusslauf
Der Kugruk River bildet den Abfluss des Imuruk Lake. Er verlässt den 311 m hoch gelegenen See an dessen Südostufer. Er fließt anfangs in nordöstlicher Richtung. Er trifft auf den Gebirgszug, der ihn vom weiter östlich gelegenen Flusssystem des Kiwalik River trennt, und wendet sich nach Norden. Später biegt er nach Westen ab, nimmt den Burnt River von links auf und wendet sich allmählich nach Norden. Der Kugruk River mündet schließlich in das Kopfende der 4 km langen Kugruk-Lagune, die sich nach Norden hin zum Kotzebue-Sund öffnet. Im Mittelabschnitt weist der Fluss ein stark mäandrierendes Verhalten auf. 
Der Fluss erhielt seinen Namen 1899 vom U.S. Geological Survey (USGS). Da noch ein weiterer Fluss in der Umgebung denselben Namen hatte, wurde dieser zur Unterscheidung später in Kougarok River umbenannt.